# Largo Winch
Largo Winch es un personaje de ficción de cómic, creado por el autor belga Jean Van Hamme. Sus aventuras se publicaron como novelas por primera vez en la revista Mercure de France desde 1977 hasta 1984. 
A partir de ellas, en 1990, el mismo Jean Van Hamme como guionista y el dibujante Philippe Francq emprendieron una serie de historieta, de gran éxito.

## Trama
Nerio Winch es un viejo y perspicaz hombre de negocios que ha logrado amasar un conglomerado de empresas cuyo valor conjunto es de diez mil millones de dólares. Sin hijos ni herederos conocidos, decide adoptar a un huérfano yugoslavo de nombre Largo Winczlav, alegando el parecido en el apellido. Sin embargo, los intentos de Nerio de modelar al joven como un sucesor a su imagen y semejanza se vuelven infructuosos y el joven Largo pronto abandona su formación en las mejores escuelas de Alemania e Inglaterra, para recorrer el mundo lejos de las influencias de su padre adoptivo. 
A los 26 años, Largo se ha convertido en un apuesto trotamundos, contestatario, mujeriego y vividor que se ha visto envuelto en múltiples problemas con las autoridades de medio mundo. En una prisión de Estambul, descubre que Nerio ha muerto en extrañas circunstancias y debe escaparse de la cárcel con ayuda de su amigo Simón Orvonaz en una carrera contrarreloj para darse a conocer como heredero legítimo de Nerio Winch y de su fortuna, ponerse a la cabeza del monstruoso imperio financiero conocido como Grupo W y averiguar quién de los altos directivos del grupo asesinó a su padre adoptivo para hacerse con su imperio.

## Títulos
Todas las historias de la colección Largo Winch se publican en dos volúmenes de aparición anual. Las historias aparecen originalmente en francés y han sido traducidas en varias lenguas como inglés, holandés, español, alemán, portugués y serbio.
En una mezcla de aventuras e intrigas económicas y empresariales, las tramas de los álbumes de Largo Winch se desarrollan de manera lineal en el tiempo y suelen girar frecuentemente en un intento de hacerse con el control de su emporio empresarial llevando al protagonista a situaciones límite a lo largo de todo el mundo (primer volumen) y de cómo Largo consigue dar la vuelta a la situación (segundo volumen).
- 1. El heredero (L'Héritier, 1 nov. 1990)
- 2. El grupo W (Le Groupe W, 4 sept. 1991)
- 3. O.P.A. (4 nov. 1992)
- 4. Business Blues (6 oct. 1993)
- 5. H (7 sept. 1994)
- 6. Dutch Connection (7 jun. 1995)
- 7. La fortaleza de Makiling (La Forteresse de Makiling, 5 jun. 1996)
- 8. La hora del tigre (L'Heure du Tigre, 4 jun. 1997)

- 9. Ver Venecia... (Voir Venise..., 8 sept. 1998)
- 10. ...y morir (...Et mourir, 6 sept. 1999)
- 11. Golden Gate (6 dic. 2000)
- 12. Shadow (26 jun. 2002)
- 13. El precio del dinero (Le Prix de l'argent, 2 jun. 2004)
- 14. La ley del dólar (La Loi du dollar, 2 nov. 2005)
- 15. Los tres ojos de los guardianes del TAO (Les Trois Yeux des gardiens du Tao, 28 de marzo de 2007; ed. especial con DVD: 31 oct. 2007)
- 16 . La vía y la virtud (La Voie et la Vertu, 5 nov. 2008)

- 17. Mar Negro (Mer Noire, 12 nov. 2010)
- 18. Cólera roja (Colère rouge, 19 oct. 2012)
- 19. Encrucijada (Chassé-croisé, 14 nov. 2014)
- 20. 20 segundos (Vingt secondes, 20 nov. 2015)
- 21. La estrella del alba (L'Étoile du matin, 6 oct. 2017)
- 22. Las velas escarlata (Les Voiles écarlates, 15 nov. 2019)
- 23. La frontera de la noche (La Frontière de la nuit, 5 nov. 2021)
- 24. El centinela de oro (Le Centile d'or)

|              |
| 1 L'Héritier |

|             |
| 2 Le Groupe |

|          |
| 3 O.P.A. |

|                  |
| 4 Business Blues |

|               |
| 9 Voir Venise |

|                 |
| 10 ...Et mourir |

|                       |
| 13 Le Prix de l'argen |

|                     |
| 14 La Loi du dollar |

|                  |
| 17 Mer Noire.jpg |

|                 |
| 18 Colère rouge |

|                  |
| 19 Chassé-croisé |

|                       |
| 20 Vingt secondes.jpg |

|                      |
| 21 L'Étoile du matin |

## En otros medios

### Serie de televisión

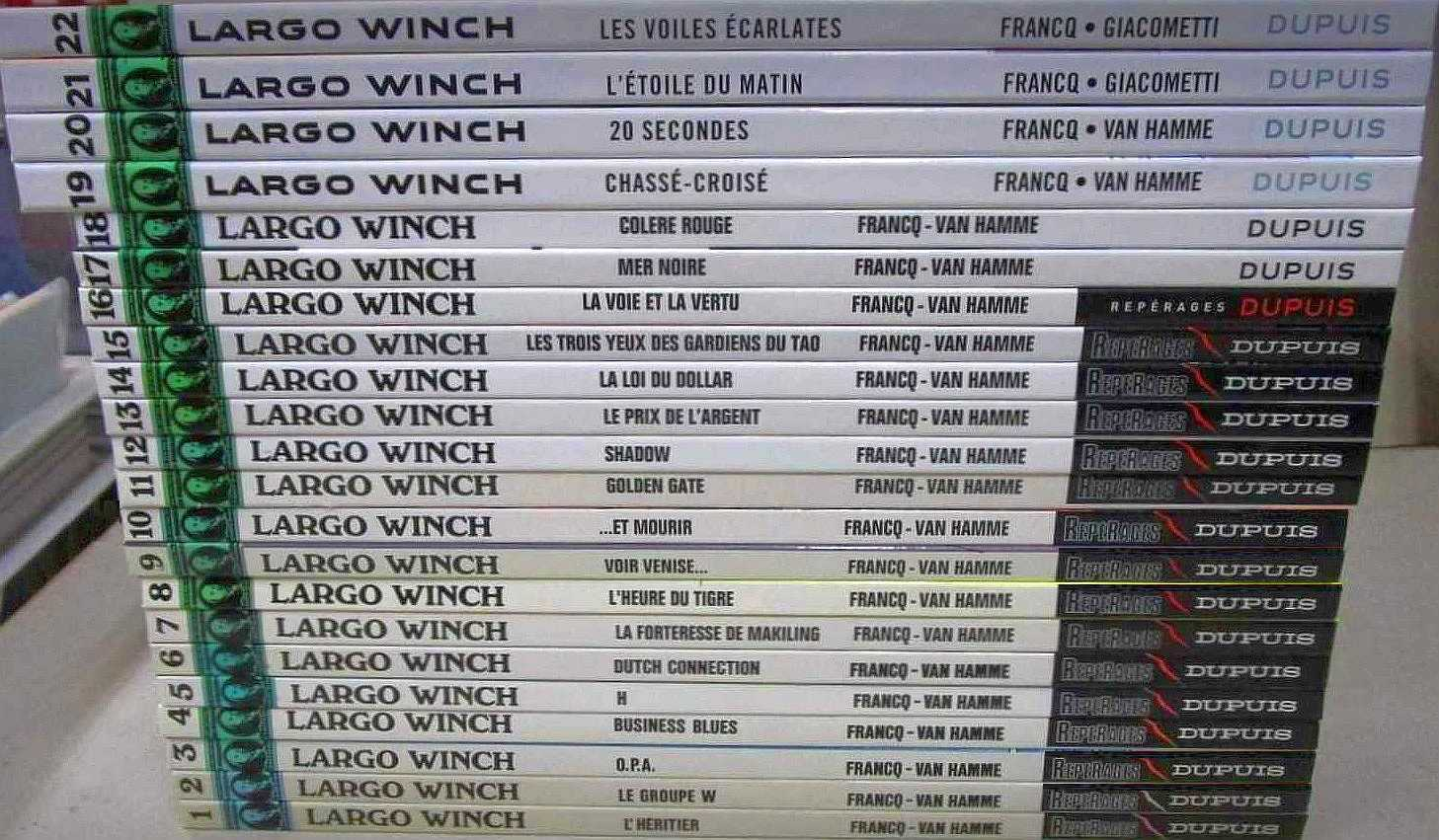
Colección de volúmenes de Largo Winch.

Los personajes creados por Philippe Francq y Jean Van Hamme llegaron a la pequeña pantalla en el 2001 en forma de serie de televisión, de la que se rodaron 33 episodios repartidos en dos temporadas. La serie respetaba la mayoría de los personajes principales de los cómics aunque hizo algunos cambios sustanciales en las tramas.
El papel de Largo Winch fue interpretado por el actor italiano Paolo Seganti, y David Carradine interpretó el de Nerio Winch. La serie se acabó en el 2003.

### Cine
En el año 2008, se estrenó la película Largo Winch, dirigida por Jérôme Salle y con actuación del artista de comedia en vivo, Tomer Sisley en el papel de Largo; contó también con la participación de los actores Kristin Scott Thomas, Miki Manojlović, Mélanie Thierry y Karel Roden. La película es fiel al cómic original, pero no tuvo el éxito que los productores de la película esperaban. En el año 2011, fue estrenada su secuela, llamada Largo Winch II: Conspiración en Birmania. 

### Videojuegos
- Largo Winch Commando SAR es un juego para PlayStation. Salió al mercado en el año 2001. Es un título centrado en el sigilo con pequeñas partes de acción visto en tercera persona.
- Largo Winch: Imperio amenazado salió a la venta en 2002 por Dupuis y Ubisoft para PC, Gamecube y PlayStation 2. El juego es un RPG en tercera persona en el que el jugador se mete en la piel de Largo Winch para salvar su imperio de distintas amenazas mediante luchas y rompecabezas desarrollados en algunos de los escenarios habituales tanto de los cómics como de la serie de televisión.